# Srul Irving Glick
Srul Irving Glick, CM (geb. 8. September 1934 in Toronto, Ontario; gest. 17. April 2002 ebenda) war ein kanadischer Komponist, Hörfunkproduzent, Dirigent und Lehrer.

## Werdegang
Er stammte aus einer Familie jüdischen Glaubens. Sein Vater war ein russischer Chasan, der 1924 nach Kanada emigrierte und in Synagogen von Toronto sang. Srul Irving Glick trat mit 11 Jahren dem Chor seines Vaters bei. Er erlernte das Klavierspiel und besuchte das Royal Conservatory of Music in Toronto. Danach studierte er fünf Jahre lang Komposition an der Universität von Toronto, unter anderem bei John Weinzweig. 1955 erlangte er dort den Bachelor of Music und 1958 den Masterabschluss. Er setzte seine Studien in Paris, Frankreich bei Meistern wie Darius Milhaud, Louis Saguer und Max Deutsch fort.
1964 erhielt Glick seinen ersten offiziellen Kompositionsauftrag, dem weitere folgten, unter anderem von Jon Vickers, Maureen Forrester, dem Orford String Quartet und dem Toronto Symphony Orchestra. Ab 1969 wirkte Glick als Dirigent des Chors der Beth Tikvah Synagogue in Toronto, ab 1980 komponierte er regelmäßig Chormusik für die Synagoge.
Er lehrte Theorie und Komposition am Royal Conservatory of Music (1963 bis 1969) und an der York University (1985/1986).
1986 verließ Glick die CBC, wo er seit 1962 auf dem Gebiet der Produktion, Aufnahmen und Programmierung tätig gewesen war.
Glick war einer von Kanadas produktivsten Komponisten und schrieb für alle Musikgattungen, von der Kammermusik bis hin zum Oratorium. Unter anderem schrieb er zwei Symphonien (1966/1967), ein Geigenkonzert (1976), zwei Konzertstücke für Viola und Orchester, zwei Streichquartette (1984/1994), mehrere Suites hébraïques sowie Chormusik wie die Kantate  If We Would But Listen (1988) und die Choralsinfonie The Time Has Come (1984).
Als einer der prominentesten kanadischen Komponisten wird Glicks Musik regelmäßig in seinem Land sowie in den USA und im Ausland aufgeführt. Ein großer Teil seiner Werke erschien auf Aufnahmen und CDs, die in Kanada, den USA und Großbritannien veröffentlicht wurden.
Er starb im Jahr 2002 in Toronto.

## Auszeichnungen
Glick wurde 1972 mit dem J. I. Segal-Preis für seinen Beitrag zur jüdischen Musik in Kanada ausgezeichnet. 1982 gewann er den Kavod Award der Cantors Assembly of America „für sein lebenslanges Engagement für jüdische Synagogen Musik und Kantorengesang“.
Den Solomon-Schechter-Preis erhielt er 1985 für das Musikprogramm Beth Tikwas der United Synagogue of America; sowie ein Ehrenstipendium von dem Royal Canadian College of Organists „für seinen Beitrag zum Musikleben in Kanada, und insbesondere für die Musik der Synagoge“.
1993 erhielt Glick eine Medaille des Kanadischen Generalgouverneurs zu Ehren des 125-jährigen Jubiläums des Kanadischen Konföderation „für seinen Beitrag zur kanadischen Kultur“.
Im Jahr 1994 wurde er ein Mitglied des Order of Canada für seine „herausragende Leistung, seine Dienste im Namens des Kanadischen Staates sowie für die Menschheit im Allgemeinen“.
1995 gewann er einen zweiten Solomon-Schechter-Preis in Gold für das beste Musikprogramm für nordamerikanische Synagogen.
Im Jahr 2000 wurde ihm von der Cantors Assembly Of America der „Yuvel Award“ für sein „lebenslanges Engagement für die Komposition von Musik, die das Herz und die Seele berührt“ verliehen. 2001 gewann er den Ateret-Kavod-Preis (Crown of Honour) von der United Synagogue of America.
Glick gewann sieben Grand Prix du Disque und einen Juno Award für seinen Beitrag zu ernster Musik.